# Julius Meier-Graefe
Julius Meier-Graefe, född den 10 juni 1867 i Reschitza, Banatet, död den 5 juni 1935 i Vevey, Schweiz, var en tysk konstförfattare.

## Biografi
Meier-Graefe skrev romanen Nach Norden (1893), var med om att 1895 grunda konst- och litteraturtidskriften Pan och var jämte Otto Julius Bierbaum dess redaktör. Han bodde några år i Paris, delvis som köpman, grundlade konsthandeln Maison moderne, men bosatte sig sedan i Berlin. Han var en ytterst livaktig konsttolkare, för sin tid ultramodern i sina synpunkter, gärna hågad för omvärdering av fastslagna åsikter, ibland journalistiskt rapp och rörlig i framställningssättet. Efter att ha utgivit några mindre studier om Manet, Vallotton och Munch framlade han 1904 det omfattande verket Entwickelungsgeschichte der modernen Kunst (2 delar jämte ett band illustrationer, omarbetad engelsk upplaga 1909, omarbetad tysk upplaga 1913-15). Han utgav vidare ett Der fall Böcklin (1905), Corot und Courbet (samma år), Der junge Menzel (1906), Impressionisten (samma år), William Hogarth (1907), Die grossen Engländer (samma år), den stora monografin Hans von Marées (3 delar, 1909-10), Spanische Reise (1910, där han genomgående upphöjer El Greco och river ner Velasquez), små böcker om Cézanne, van Gogh och Renoir (1910 och 1911), böcker om Manet (1912), Delacroix (1913), Corot (samma år), Cézanne und sein Kreis (1917) och Degas (1919). I det 1913 framlagda häftet Wohin treiben wir? angrep han med skärpa de samtida ultramoderna konstriktningarna. Vincent (ett stort verk om van Gogh) utgavs i 2 delar 1921. Meier-Graefe var ledare av den stora reproduktionsanstalten Maréegesellschaft, som utgav ett stort antal ypperliga avbildningar av huvudsakligen moderna franska mästares målningar. Meier-Graefe besökte Stockholm flera gånger och visade sig vara en fängslande föreläsare.